# 2008年北京オリンピックのモルドバ選手団
2008年北京オリンピックのモルドバ選手団（2008ねんペキンオリンピックのモルドバせんしゅだん）は、2008年8月8日から8月24日にかけて中国の北京を主として開催された2008年北京オリンピックのモルドバ選手団、およびその競技結果。

## 概要
今大会は銅メダル1個を獲得した。

## メダル
| メダル | 選手名                 | 競技       | 種目           |
| ------ | ---------------------- | ---------- | -------------- |
| 銅     | ベアチェスラフ・ゴヤン | ボクシング | 男子バンタム級 |